# OMEGA-Sender Saint-Paul
Der OMEGA-Sender Saint Paul war eine Sendeeinrichtung des OMEGA-Navigationssystems bei Saint-Paul auf der zu Frankreich gehörenden Insel Reunion. Er wurde von 1974 bis 1976 auf der Plaine Chabrier errichtet und verfügte über einen 427 m hohen selbststrahlenden Sendemast, der von der Firma Joseph Paris geplant und errichtet wurde und das höchste je auf französischen Territorium errichtete Bauwerk war. Da der Sendemast zu Abstrahlung der sehr niedrigen Sendefrequenz von knapp über 10 kHz zu kurz ist, wurde er im Aufbau elektrisch verlängert.
Dieser Sendemast war eine geerdete Stahlfachwerkkonstruktion mit einem Querschnitt in Form eines gleichseitigen Dreiecks mit einer Seitenlänge von 3,65 Metern und einem Gewicht von 780 t, welches auf der Spitze einen 30 t schweren Ring mit 30 m Durchmesser trug, an dem die Sendeantenne in Form einer Schirmantenne an Isolatoren, die für eine Spannung von über 300 kV ausgelegt waren, befestigt war. Abgespannt war diese Schirmantenne an Betonblöcken, die vom Mast 730 m entfernt waren. Zu ihrer besseren Zugänglichkeit wurde unmittelbar hinter den Ankerblöcken der Schirmantenne eine Ringstraße errichtet. Insgesamt beanspruchte die Anlage eine Fläche von 170 Hektar. Gespeist wurde die Antenne von dem Abstimmhaus, welches vom Mast ca. 260 m entfernt stand und die Abmessung eines kleinen Wohnblocks hat, über ein senkrecht von diesem nach oben führendes Seil. Der verwendete Sender hatte eine Ausgangsleistung von 300 kW, die abgestrahlte Leistung betrug 10 kW. Gesendet wurden 0,9 s bis 1,2 s lange Pulse auf den Frequenzen 10,2 kHz, 11,05 kHz, 11,33 kHz, 12,3 kHz und 13,6 kHz, die im zeitlichen Abstand von 200 ms aufeinander folgten.
Der Sender war bis zur Einstellung des Betriebs des OMEGA-Navigationssystems am 30. September 1997 in Betrieb. Am 18. April 1999 wurde der Mast durch Sprengung abgerissen, wobei man mehrere statisch relevante Muttern durch solche, die mit Sprengstoff gefüllt waren, austauschte, so dass nur 92 Gramm Sprengstoff benötigt wurde. Das Abstimmhaus existiert im Jahr 2016 und hat keine neue Funktion bekommen. Das Areal der einstigen Sendestelle ist bis heute fast vollständig ungenutzt.